# 抗原漂變
抗原漂变，又称抗原漂移、抗原性漂变、抗原连续变异（英文：Antigenic drift），是病毒突变的一类形式，指病毒内的一种基因变化，由病毒表面蛋白基因（宿主抗体可识别）的持续突变产生。 抗原漂变会产生新的病毒毒株，可使得原本可防止感染的抗体失效，并让病毒可在免疫人群中扩散。流感病毒的抗原漂变也是人群每年需要接种新流感疫苗的重要原因。
当病毒的表面抗原与相应的免疫受体相结合时，免疫系统即可识别该病毒。这些免疫受体可以是血液中的抗体，或免疫细胞的表面蛋白。识别过程非常精准，就像门锁和相匹配的钥匙一般。在人体受到感染或接种疫苗后，体内将产生大量相关的病毒免疫受体，可防止同一病毒的再次感染，这被称为获得性免疫。但是，病毒基因组存在持续突变，会产生新的病原体。如果新的毒株与原本的毒株相差甚大，则不会再与原有的抗体或免疫细胞相结合，使得变种病毒依然可以感染对原本病毒已免疫的人群。
1940年代，美国微生物学家莫里斯·希勒曼发现了抗原漂变现象。抗原漂变是流感病毒最常见的变化方式，可发生在所有流感病毒中，包括甲型流感病毒、乙型流感病毒、丙型流感病毒。 抗原漂变的速率主要取决于两个方面：流行病疫情持续的时间，以及宿主免疫的强度。长时间的疫情流行可产生长时间的演化压力，而高强度的宿主免疫也会加强演化压力，进而可能产生新型病原体。 另一种变化方式是抗原转变，即当病毒间或不同毒株间通过相互融合而获得全新的表面抗原的过程。